# Піколезна руда
Піколе́зна руда (Xenops rutilans) — вид горобцеподібних птахів родини горнерових (Furnariidae). Мешкає в Центральній і Південній Америці.

## Опис
Довжина птаха становить 12 см, вага 12,6 г. Голова темно-коричнева, над очима білуваті "брови", на щоках білуваті "вуса". Верхня частина тіла рудувато-коричнева, крила темно-коричневі, на крилах охристі смуги. Нижня частина тілда оливково-коричнева, сильно поцяткована білуватими смужками. Дзьоб короткий, міцний, загострений, клиноподібний. Виду не притаманний статевий диморфізм.

## Підвиди
Виділяють одинадцять підвидів:

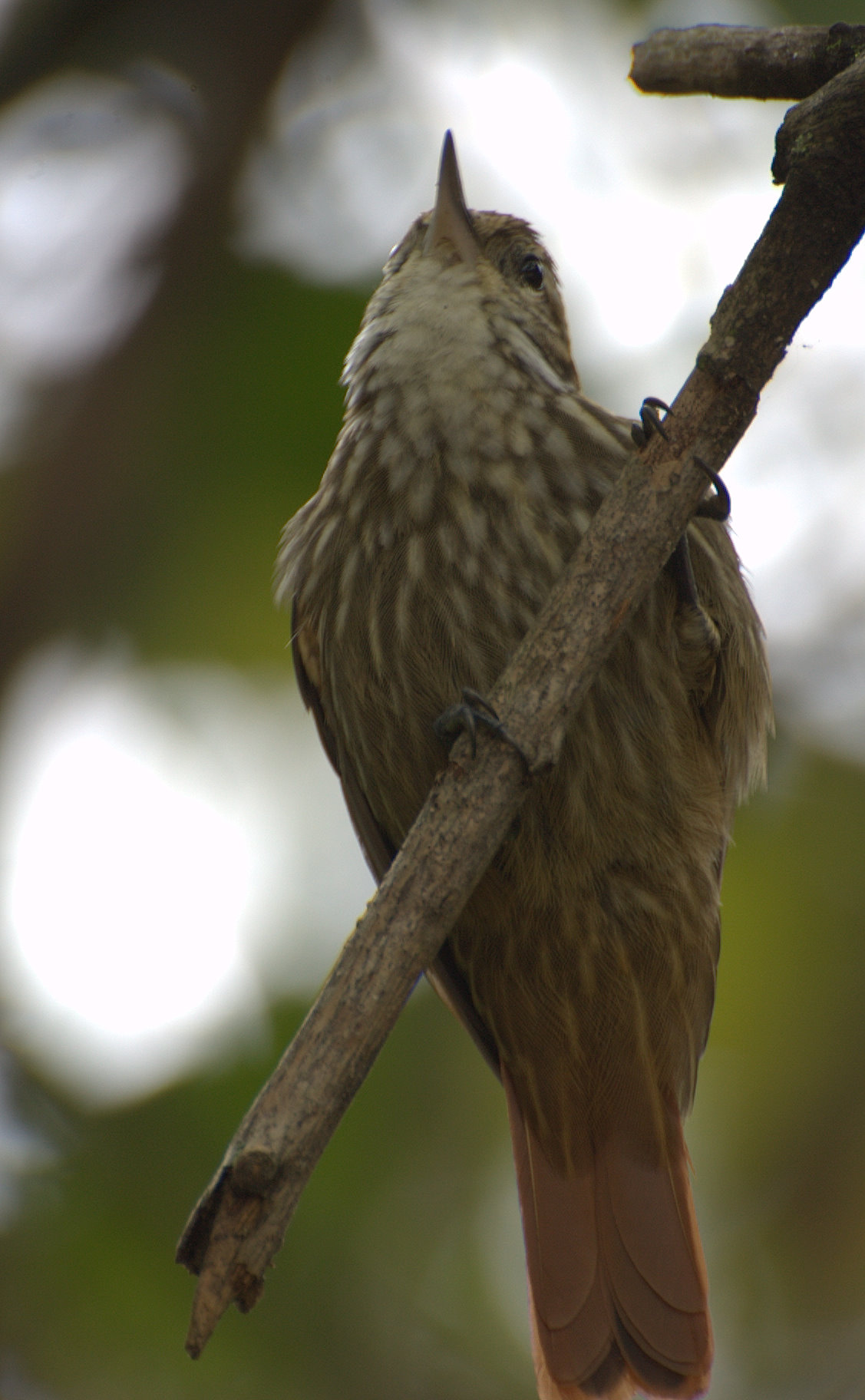
Руда піколезна

- X. r. septentrionalis Zimmer, JT, 1929 — Коста-Рика і західна Панама (захід Чирікі);
- X. r. incomptus Wetmore, 1970 — крайній схід Панами (Серро-Пірре);
- X. r. heterurus Cabanis & Heine, 1860 — північна Венесуела (на схід до півострова Парія[en]), Анди в Колумбії і північно-східному Еквадорі, острів Тринідад;
- X. r. perijanus Phelps, WH & Phelps, WH Jr, 1954 — Східний хребет Колумбійських Анд (Сантандер), Анди на заході Венесуели (Тачира), гори Сьєрра-де-Періха на кордоні Колумбії і Венесуели;
- X. r. phelpsi Meyer de Schauensee, 1959 — гірський масив Сьєрра-Невада-де-Санта-Марта (північна Колумбія);
- X. r. guayae Hellmayr, 1920 — рівнини на заході Еквадору (на південь від Есмеральдаса) і на північному заході Перу (Тумбес, П'юра);
- X. r. peruvianus Zimmer, JT, 1935 — передгір'я Анд в Еквадорі (Морона-Сантьяго, Самора-Чинчипе) і Перу (на південь до Пуно);
- X. r. connectens Chapman, 1919 — передгір'я Анд в Болівії і північно-західній Аргентина (на південь до Тукумана);
- X. r. purusianus Todd, 1925 — крайній схід Перу, центральна Бразилія (від Пуруса до Тапажоса) і північний схід Болівії;
- X. r. chapadensis Zimmer, JT, 1935 — схід Болівії і південний захід Бразилії (від Рондонії і Мату-Гросу на схід до Мараньяна, Піауї і Гояса);
- X. r. rutilans Temminck, 1821 — південний схід Бразилії (на південь від Параїби, Баїї і Мінас-Жерайса), схід Парагваю і північний схід Аргентини (Місьйонес, північно-східний Коррієнтес).

## Поширення і екологія
Руді піколезни мешкають в Коста-Риці, Панамі, Колумбії, Еквадорі, Перу, Болівії, Бразилії, Венесуелі, Гаяні, Суринамі, Французькій Гвіані, Парагваї, Аргентині та на Тринідаді і Тобаго. Вони живуть у вологих гірських і рівнинних тропічних лісах та на узліссях. Зустрічаються на висоті від 540 до 2800 м над рівнем моря. Іноді приєднуються до змішаних зграй птахів. Живляться комахами та їх личинками, яких шукають в гнилій деревині, під корою та серед гілок. Гніздяться в дуплах дерев, які встелюють рослинними волокнами, на висоті від 1,5 до 4,5 м над землею. В кладці 2 білих яйця, насиджують і самиці. і самці.